# Nebriinae
Sous-famille
Les Nebriinae sont une sous-famille des coléoptères de la famille des Carabidae.

## Classification
- Cicindini Banninger, 1927
  - Archaeocindis Kavanaugh & Erwin, 1991
  - Cicindis Bruch, 1908
- Nebriini Kavanaugh &  Negre, 1982
  - Archastes Jedlicka, 1935
  - Archileistobrius Shilenkov & Kryzhanovskij, 1983
  - Leistus Frolich, 1799
  - Nebria Latreille, 1802
- Notiokasiini Kavanaugh & Negre, 1982
  - Notiokasis Kavanaugh & Negre, 1982
- Notiophilini Motschulsky, 1850
  - Notiophilus Dumeril, 1806
- Opisthiini Dupuis, 1912
  - Paropisthius Casey, 1920
  - Opisthius Kirby, 1837
- Pelophilini Kavanaugh, 1996
  - Pelophila Dejean, 1826

## Référence
- Laporte, 1834 : Études Entomologiques, ou Description d'Insectes Nouveaux et Observations sur leur Synonomie. Paris.